# 特拉达泰
特拉达泰（義大利語：Tradate），是意大利瓦雷泽省的一个市镇。总面积21平方公里，人口17724人，人口密度844.0人/平方公里（2009年）。国家统计（ISTAT）代码为012127。

## 友好城市
- 法國 德龙河畔洛里奥勒